# Schwanzfrösche
Schwanzfrösche (Ascaphus) sind eine aus nur zwei Arten bestehende Gattung von Froschlurchen (Anura). Sie zählen zu den urtümlichen Froschlurchen der Archaeobatrachia und kommen in Nordamerika vor. Als ihre nächsten lebenden Verwandten gelten die Neuseeländischen Urfrösche (Leiopelmatidae), mit denen sie in manchen taxonomischen Übersichten auch zu einer Familie zusammengefasst werden. Hier werden die Schwanzfrösche aber in eine eigene Familie Ascaphidae gestellt.

## Merkmale und Lebensweise
Nur die sechs Arten der Familien Ascaphidae und Leiopelmatidae, die in älteren Systematiken als eigene Unterordnung „Amphicoela“ behandelt werden, besitzen neun freie Rückenwirbel; die übrigen Froschlurche haben fünf bis acht. Die Wirbel sind amphicoel, also beidseitig nach innen ausgeformt und weisen knorpelige Zwischenwirbelscheiben auf. Anatomisch besonders auffällig ist das Vorhandensein freier, nicht mit den Querfortsätzen der Wirbel verwachsener Rippen, wie dies sonst nur noch bei sehr wenigen anderen Froschlurchen, beispielsweise den Unken und den Scheibenzünglern, der Fall ist.
Äußerlich handelt es sich bei den Schwanzfröschen um recht kleine (bis etwa fünf Zentimeter lange), unscheinbar braun gefärbte Amphibien. Sie leben überwiegend aquatil in schnell fließenden, kalten Flüssen, gehen aber auch gelegentlich an Land in die umgebenden Waldgebiete. Der Name rührt daher, dass die Männchen an ihrer Kloake eine drei bis zehn Millimeter lange, röhrenförmige, ausstülpbare Verlängerung aufweisen. Diese setzen sie als Begattungsorgan ein und betreiben so als einzige Froschlurche eine innere Befruchtung. Das Verhalten wird als Anpassung an die Lebensräume in reißender Flussströmung interpretiert, wo die bei Anuren sonst übliche äußere Besamung des Laiches nicht effektiv wäre. Über einen Paarungsruf verfügen die Männchen nicht. Die Weibchen bewahren das im Frühherbst empfangene Sperma bis zum folgenden Sommer auf und setzen erst dann schnurartige Gelege aus 30 bis 50 farblosen Eiern auf der Unterseite großer Steine im Flussbett ab. Sie sind nur jedes zweite Jahr laichbereit.
Die Kaulquappen brauchen mit ein bis vier Jahren bis zur Metamorphose ungewöhnlich lange für ihre Entwicklung. Sie haben einen speziellen Saugmund, um sich in der Strömung an Gegenständen festzuhalten und nicht verdriftet zu werden. Ähnlich wie ein Blutegel saugen sie sich gelegentlich auch an den Beinen Badender fest (ohne allerdings Blut zu entnehmen). Die Jungtiere werden erst mit sieben oder acht Jahren geschlechtsreif.

## Taxonomie
- Familie Ascaphidae Fejérváry, 1923
  - Gattung Ascaphus Stejneger, 1899
    - Art Ascaphus montanus Mittleman & Myers, 1949 – Östlicher oder Rocky Mountains-Schwanzfrosch
    - Art Ascaphus truei Stejneger, 1899 – Westlicher oder Küsten-Schwanzfrosch

## Verbreitung

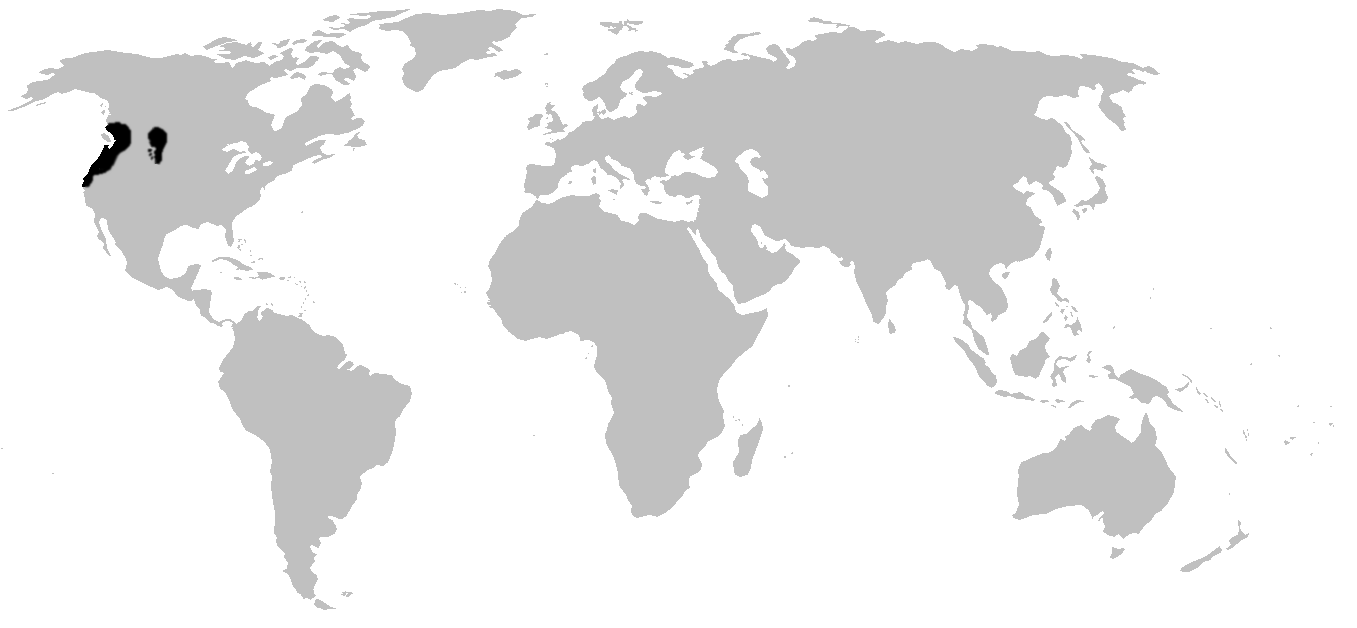
Heutige Verbreitung der Gattung Ascaphus in Nordamerika

Die Heimat der Schwanzfrösche ist der Nordwesten der Vereinigten Staaten und der Südwesten Kanadas. Im Einzelnen besiedeln sie die kanadische Provinz British Columbia und die US-amerikanischen Bundesstaaten Washington, Oregon, Kalifornien, Idaho und Montana, wobei die Art Ascaphus truei die Pazifikküstenregion (unter anderem: Kaskadengebirge) bis hin zur Baumgrenze bewohnt, während Ascaphus montanus weiter östlich in den Rocky Mountains vorkommt.

## Gefährdung
Bei Beständen des Westlichen Schwanzfrosches wurde in den letzten Jahren als ein mittelbarer Gefährdungsfaktor der Kahlschlag umgebender Waldgebiete ausgemacht: Aufgrund nun fehlender Beschattung der Gewässer durch die Bäume findet vermehrt Algenwachstum statt. Auf den schleimigen Oberflächen der Steine im Flussbett können sich die Kaulquappen nicht mehr sicher festsaugen und werden abgedriftet.
Beide Arten werden in der Roten Liste der IUCN als in ihrem Gesamtbestand gegenwärtig nicht gefährdet (least concern) eingestuft.